# بوليغنوتوس
بوليغنوتوس (باليونانية: Πολύγνωτος)‏ هو رسام إغريقي ولد في ثاسوس وهو ابن رجل يدعى أغلاوفون وعمل في أثينا واكتسب مواطنتها وكذلك عمل في أماكن أخرى بين عامي 475 - 447 قبل الميلاد وهو مشهور بأعمال مثل سقوط طروادة على جدران ستوا بويكيلي في أثينا وقد رسمها في زمن كيمون، وأخرى عن زواج بنات ليوكيبوس في الأناكيوم. وحفظت في قاعة مدخل الأكروبوليس أعمال أخرى. وجدارياته في قادعية كنيدوس في دلفي وهي الآن معروفة فقط من الأوصاف المعاصرة حيث زارها باوسانياس وأعطى عنها وصفا دقيقا شكلا بشكل، وهي تمثل زيارة أوديسيوس لهاديس واحتلال طروادة. وكان معروفا بواقعيته وأخلاقه.
استعيدت أساسات البناء أثناء التنقيبات الفرنسية في دلفي. من هذا الدليل حاول بعض علماء الآثار المعاصرين إعادة بناء الصور، باستثناء ألوانها طبعا. أفضل عمليات إعادة البناء هذه نفذها كارل روبرت، الذي استعان بالصور على زهريات من منتصف القرن الخامس ونجح في استعادة كل من منظور بوليغنوتوس وشخصية أشكاله. الأشكال منفصلة ونادرا ما تتداخل، وتتراوح في صفين أو ثلاثة أحدهما فوق الآخر؛ والأبعد لم تكن أصغر ولا أخفت من الأقرب. والتصاميم متكررة في كتاب باوسانياس لفرايزر. لهذا يظهر بأن الصور في هذا الوقت نفذت تقريبا في نفس التصميم بالضبط مثل النقوش النحتية المعاصرة. ونعلم أيضا بأن بوليغنوتوس لم يستخدم إلا بضعة ألوان كانت بسيطة. وعمليا فإن فنه كان بدائيا. وتكمن براعته في جمال رسمه للأشكال الفردية؛ لكن خصوصا في الشخصية الأخلاقية والمثالية في فنه. وكان لدى معاصره، وربما معلمه، فيدياس، نفس الأسلوب الكبير. البساطة التي كانت طفولية تقريبا، والشعور الذي كان نبيلا ولطيفا في آن، وكياسة وسحر التنفيذ البالغين كانا علامة في أعماله، بالمقارنة مع الرسومات الأكثر حركة وتعقيدا والمتفوقة عمليا في الأزمنة اللاحقة.